# Extensimonas
Extensimonas es un género de bacterias gramnegativas de la familia Comamonadaceae. Actualmente (2022) sólo contiene una especie: Extensimonas vulgaris. Fue descrito en el año 2013. Su etimología hace referencia a unidad extendida. El nombre de la especie hace referencia a común. Es aerobia y móvil por flagelo polar. Tiene un tamaño de 08-0,9 μm de ancho por 1,3-1,9 μm de largo. Catalasa y oxidasa positivas. Forma colonias circulares y transparentes. Temperatura de crecimiento entre 15-50 °C, óptima de 48 °C. Se ha aislado de aguas residuales industriales en China. 